# Wakacje. Żegnaj szkoło
Wakacje: żegnaj, szkoło (ang. Recess: School’s Out, 2001) – amerykański film animowany w reżyserii Chucka Sheetza. Film wyprodukował Walt Disney Pictures. Scenariusz filmu oparto na serialu Byle do przerwy.

## Opis fabuły
W szkole podstawowej przy ulicy Trzeciej rok szkolny dobiega końca i wszyscy uczniowie cieszą się z letnich wakacji. Gdy koledzy T.J.-a jadą na obóz, chłopak zostaje sam. Pewnego dnia, gdy przejeżdża obok zamkniętej placówki, odkrywa coś dziwnego. Okazuje się, że zwolniony ze stanowiska dyrektora dr Benedykt, który nie cierpi przerw, planuje zemstę na wszystkich władzach szkoły - postanawia skreślić wakacje ze szkolnego kalendarza i zastąpić wszystkie pory roku trwającą cały rok zimą. T.J. i jego przyjaciele muszą jak najszybciej zapobiec tragedii. Pomagają mu w tym pani Finster, dyrektor Prickly oraz Król Przedszkolaków i jego słudzy.

## Obsada głosowa
- Andrew Lawrence – T.J.
- Rickey D’Shon Collins – Vince
- Courtland Mead – Gus
- Jason Davis – Mikey
- Ashley Johnson – Gretchen Grundler
- Melissa Joan Hart – Becky Detweiller
- Pamela Adlon – Ashley Spinelli
- Dabney Coleman – dyrektor Prickly
- April Winchell – pani Finster
- James Woods – Benedykt
- Peter MacNicol – Fenwick

i inni

## Wersja polska
Opracowanie i udźwiękowienie wersji polskiej: Studio Sonica

Reżyseria: Olga Sawicka

Dialogi polskie: Barbara Robaczewska

Dźwięk i montaż: Agnieszka Stankowska

Wystąpili:
- Mateusz Maksiak – T.J.
- Jędrzej Łagodziński – Vince
- Jonasz Tołopiło – Gus
- Adam Pluciński – Mikey (dialogi)
- Michał Milowicz – Mikey (śpiew)
- Joanna Kaczmarek – Spinelli
- Joanna Krejzler – Greta
- Bronisław Surmiak – dyrektor Prickly
- Jan Peszek – Benedykt
- Piotr Bajor – Fenwick
- Monika Kwiatkowska – Becky
- Krystyna Rutkowska-Ulewicz – pani Finster

oraz
- Joanna Wizmur
- Anna Apostolakis
- Aleksander Gręziak
- Kasper Garlicki
- Filip Domagała
- Jerzy Dominik
- Agnieszka Janikowska
- Aleksandra Rojewska
- Zuzanna Sikorka
- Ewa Lorska
- Aleksander Stroganov
- Daria Trafankowska
- Ewa Kobus
- Zuzanna Gąsiorek
- Jan Aleksandrowicz
- Krzysztof Szczerbiński
- Adam Woronowicz
- Damian Walczak

i inni